# قلعه چکر بولی چوار

## تاریخچه
این قلعه باستانی در روستای چکر واقع در کوهستان بولی واقع در توابع بخش چوار شهرستان ایلام واقع شده‌است. این قلعه در نزدیکی مرز عراق بنا شده و سبک معماری و مصالح آن با قلعه یزدگرد در استان کرمانشاه قابل مقایسه است.
قلعه در قسمت بلندی حاشیه شمالی محوطه باستانی چکر بنا شده و دارای دژی بسیار بلند و مستحکم می‌باشد که ارتفاع جبهه شمالی آن بیشتر از سایر قسمت‌ها است. تعداد ۱۱ اتاق در قسمت جنوبی قلعه ایجاد شده که بر حیاط مرکزی تسلط دارند. اتاق‌ها دارای تاق قوسی هستند. محوطه باستانی چکر در مسیر ارتباطی چوار به سومار و سرزمین میانرودان قرار گرفته بنابراین در گذشته اهمیت راهبردی داشته‌است.
مصالح بکار رفته در این قلعه سنگ و گچ می‌باشد و داخل اتاق‌ها نیز با گچ اندود شده‌است. سفال‌های نخودی و قرمز رنگ با شاموت شن به صورت متراکم در محوطه بیرونی قلعه دیده می‌شود که متلق به دوره‌ای تاریخی است. علاوه بر این، در گوشه‌های قلعه اتاق‌های دیده‌بانی دیده می‌شوند.

## منبع
برگرفته از: حبیب‌الله محمودیان، 1383، معرفی اجمالی قلعه‌های باستانی استان ایلام، بخش دوم، انتشارات گویش